# Pomorijski Poluostrov
Pomorijski Poluostrov (bulgariska: Поморийски Полуостров) är en halvö i Bulgarien.   Den ligger i regionen Burgas, i den östra delen av landet, 400 km öster om huvudstaden Sofia.